# Jehro
Jehro, (Marseille, 1965. február 11. – ) francia énekes, dalszerző.

## Pályafutása
Jérôme Cotta Marseille-ben született olasz-görög anya és francia apa fiaként. Művészcsaládból származott, gyakran hallgatta énekes-dalszerző édesapját. Kezdetben olyan dalszerzők hatott rá, mint Georges Moustaki, Georges Brassens, Jacques Brel és Léo Ferré.
Húszéveses korában Londonba költözött. Hammersmithben (London munkásnegyede), egy művésztelepen tapasztalta meg a pezsgő rock-, pop- és reggae-t spanyol és jamaicai zenészek között. Gitárjátékát úgy fejlesztette, hogy elvetette anyanyelve normáit,  emancipálta magát anyanyelvétől, Bob Marley-t énekelt a londoni metróban. Megszerette ezt a zenét, a szellemiségét, a gyökereit.
visszatérve Franciaországba és néhány kávéházi koncert-tapasztalat után úgy döntött, hogy Párizsban fog élni. Egy kis szállodában telepedett le a 18. kerületben. Ebben a városban és környékén szerzett kis napi kalandjaiból ihletet merített néhány évvel később megírta a „The Tree and the Fruit”-ot.
Az igazi sikere Franciaországban, 2000-ben a Chrysalis Records/EMI közreműködésével a „Rising Sun” stúdióban (Belgium) készült; és készítettek egy második albumot francia nyelven, a "Bucolique Anonyme"-t, de ennek nem lett hivatalos kereskedelmi megjelenése.
2001-ben Párizsban találkozott Christian Brunnal és Richard Minierrel. Hat dalt ad elő és ír társszerzőként az „A Tropical Soul Adventure” albumon (The Marathonians (Warner Music/Superfruit 2003).
2005-ben együttműködésük folytatódott Provence-ban egy angol, spanyol és portugál nyelven énekelt szólóalbum projekt létrehozása érdekében, amely kereskedelmi sikert aratott Franciaországban és külföldön. A népszerű karibi zenékből táplálkozó albumhoz a szövegeket főleg Jehro és Jake Bailey közösen írta.
A 2006 márciusában megjelent „Jehro” albumot világzene kategóriában jelölték a Constantin-díjra és a 2007-es Victoires de la Musique díjra. A következő album, a „Cantina Paradise” 2012-ben „Victoire de la Musique" díjat kapott világzene kategóriában.
2015 februárjában az Egyesült Államokba utazott, hogy rögzítse a „Bohemian Soul Songs” című albumát, amely 2015 júniusában jelent meg.

## Albumok
- 1999: L'arbre et le fruit
- 2001: Bucolique Anonyme
- 2003: A tropical soul adventure, The Marathonians
- 2006: Jehro
- 2011: Cantina Paradise
- 2015: Bohemian Soul Songs